# 앙리 리비에르
앙리 로랑 리비에르(Henri Laurent Rivière, 1827년 12월 12일- 1883년 5월 19일)는 프랑스 해군의 장교이자 작가였으며, 1880년대에 통킹(베트남 북부)에서 프랑스 정복을 진전시키는 데 있어 그의 역할에 대해서는 오늘날까지 기억되고 있다. 1882년 4월 하노이성을 리비에르가 점령한 것은 프랑스와 청나라 간 선전포고가 되지 않은 적대 행위로 2년 후 청불 전쟁(1884년 8월 ~ 1885년 4월)에서 절정에 달했다.

## 초기 경력
1827년 7월 12일에 파리에서 태어난 리비에르는 1842년 10월 에콜 네발레(École Navale)에 입학했다. 1845년 8월에 2급 해군 사관생도가 되었고, 그는 태평양에서 브릴란테(Brillante)를 타고 첫 해군 복무를 시작했다. 1847년 2월에 그는 남태평양 해군 사단 소속의 비르지니(Virginie)로 배치되었다. 1847년 9월에 1급 해군 사관생도로 승진했고, 1849년 9월에 해군 소위가 되었다. 다음 5년 동안 그는 예나(Iéna, 1850), 라브라도(Labrador, 1851)와 주피터(Jupiter, 1852~1854)를 타고 지중해 전대에서 근무했다. 의미심장한 이 기간의 기밀 보고서에는 그가 시와 문학에 과도하게 관심이 있는 것처럼 보인다고 언급되어 있다.
리비에르는 유라니(Uranie), 쉬프랑 (Suffren), 부르하스크(Bourrasque)와 몽떼벨로(Montebello)를 타고 크림 전쟁(1854-56)에 참전했다. 1856년 11월 중위로 승진해서, 그는 1859년 제2차 이탈리아 독립 전쟁이 일어났을 때는 렌 오르탕스(Reine Hortense)를 타고 복무했다. 1866년에는 론(Rhône)과 브랑동(Brandon)을 타고 멕시코 원정에 참전했다. 그는 1870년 6월에 대위 계급으로 승진했으며, 보불 전쟁 중에는 프랑스 발틱 함대의 철갑 코르벳 테티스(Thétis)에서 2등 항해사로 근무했다. 그는 이 여러 원정에서는 이렇다할 수훈을 세우지 못했다. 리비에르는 1870년대 후반에 뉴칼레도니아의 프랑스 식민지에서 반란을 진압하는데 역할을 해서 1880년 1월에 대위로 승진했다. 1881년 11월 리비에르는 사이공으로 전근되었으며, 코친차이나 해군 사단의 지휘관이 되었다. 이 전근은 일반적으로 기회가 거의 없는 벽지로 좌천된 것으로 간주되었다. 그러나 리비에르는 자신은 프랑스 한림원의 회원이 될 문학적 걸작품을 쓸 수 있는 기회로 보고 있었다. 리비에르는 그의 성인 생활 대부분을 해군 장교로 보냈지만, 문학적 영전을 이루고 싶은 야심도 있었다. 그는 《라 리베르떼》(La Liberté)의 기자였으며 《두 세계 평론》(Revue des deux mondes)에 게재된 기사를 쓰기도 했다.

## 통킹 개입
1881년 말 리비에르는 하노이에 소규모 프랑스군과 함께 프랑스 상인들의 활동에 대한 베트남 현지인들의 불만을 조사했다. 그는 상급자의 지시를 어기고, 1882년 4월 25일 하노이 성을 몇 시간 만에 급습했다. 성주 호앙지우(黃耀)는 자살하면서, 뜨득 황제에게 사과의 편지를 보냈다. 이후 리비에르가 요새를 베트남에게 반환했지만, 베트남과 청나라 모두 무력에 대한 그의 의지에 놀라움을 나타냈다.
베트남 조정은 리비에르와 정면으로 맞설 능력이 없었다. 그리하여 잘 훈련되고, 노련한 흑기군을 가진 유영복에게 도움을 요청했다. 흑기군은 프랑스에게 날카로움을 증명해야 했다. 흑기군은 이미 1873년 프란시스 가르니에 대위가 지휘하는 프랑스 군에 굴욕적인 패배를 안겨준 적이 있었다. 1882년의 리비에르와 마찬가지로, 가르니에도 월권을 해서 베트남 북부에 군사적 개입을 시도했다. 유영복은 베트남 조정에 의해 부름 받았고, 하노이 성벽 아래에서 베트남인들을 상대로 놀라운 승리를 거두었던 가르니에의 소규모 프랑스 군대를 물리쳤다. 가르니에는 이 전투에서 사망했고, 프랑스 정부는 나중에 그의 원정을 부인했다.
베트남 조정은 청나라에도 지원을 요청했다. 베트남은 오랫동안 중국의 속국이었고, 중국도 전쟁에 동의를 했고, 흑기군을 보내 지원했으며, 통킹에서의 프랑스 작전에 은근히 반대했다. 청나라 조정은 또한 통킹이 프랑스 통제 하에 들어가도록 좌시하지 않겠다고 프랑스에 강력한 신호를 보냈다. 1882년 여름 중국의 운남과 광서의 군대가 국경을 넘어 통킹으로 들어와 랑썬, 박닌, 훙호아 등의 도시를 점령했다. 청나라의 프랑스 대사인 프레데리 부레(Frédéric Bourée)는 청나라와의 전쟁이 일어날 것 같은 전망에 경악했다. 그리하여 1882년 11월과 12월 청나라의 리홍장과 통킹을 프랑스와 청나라의 영향권으로 나누자는 협상을 했다. 베트남은 이 양자 협상에 대해 어느 나라와도 고려되지 않은 채 배제되었다.
리비에르는 부레의 협상을 싫어했고, 1883년 초에 이 문제를 강제 해결하기로 결정했다. 그는 최근에 프랑스에서 해군 보병 중대를 파견 받았고, 하노이를 걸고 모험을 감수하기로 했다. 1883년 3월 27일, 하노이에서 해안까지 통신선을 확보하기 위해 리비에르는 개인 명령으로 520명의 프랑스 군인과 함께 남딘성을 점령했다. 남딘으로 자리를 비운 동안에 흑기군과 베트남군은 하노이를 공격했다. 그러나 그들은 3월 28일 벌어진 〈자꾹 전투〉에서 대대 지휘관 베르트 드 빌레아에게 격퇴당했다. 리비에르는 환호했다 : “이것으로 그들에게 통킹 논의를 진전시킬 걸세!”
리비에르의 타이밍은 완벽했다. 그는 남딘 점령으로 면직당할 것으로 예상했었지만, 대신 그가 시대의 영웅이 되어 있음을 알게 되었다. 당시 프랑스 정부의 변화가 있었고, 쥘 페리의 새 행정부는 식민지 확장을 강력하게 찬성하는 입장이었다. 따라서 리비에르를 지지하기로 결정했다. 페리와 그의 외무장관 폴 아르망 샤르멜 라꾸는 리홍장과 부리의 협상을 비난하고 불운한 프랑스 대사를 소환했다. 그들은 또한 청나라에게 통킹을 프랑스 보호령으로 삼기로 했다고 분명히 했다. 1883년 4월, 베트남이 프랑스에게 효과적으로 저항할 능력이 없다는 것을 깨닫고, 청나라의 고관 당경숭(唐景崧)은 유영복에게 흑기군으로 리비에르를 상대로 일전을 치루라고 설득했다.

## 패배와 죽음

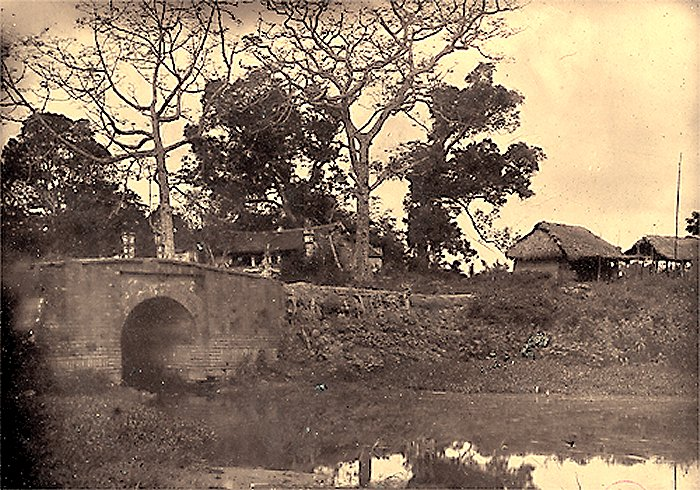
지교(紙橋)

1883년 5월 10일, 유영복은 프랑스에게 조롱하는 어투로 “한판 붙자”는 벽서를 하노이 성벽 여기저기에 붙였다. 5월 19일, 리비에르는 하노이 성 밖으로 나가 흑기군을 공격했다. 그의 소규모 군대(약 450명의 병력)는 제대로 된 경계도 하지 않고 진격했고, 하노이에서 서쪽으로 몇 마일 떨어진 지교(紙橋)에서 잘 준비된 흑기군의 매복 속으로 들어가는 어리석음을 범했다. 〈지교 전투〉에서, 프랑스군은 양 날개가 포위되었고, 어렵게 재정비를 해서 하노이로 퇴각할 수 있었다. 전투가 끝나갈 무렵 프랑스 대포가 반동의 충격으로 뒤집혔고 리비에르와 장교들은 포병을 돕기 위해 앞으로 달려갔다. 흑기군은 뭉쳐 있는 병사들에게 집중 사격을 퍼부어 프랑스 장교 1명을 죽이고, 리비에르의 어깨에 중상을 입혔다. 몇 초 후 리비에르는 쓰러졌다. 프랑스 전선이 혼란에 빠진 것을 보고, 흑기군은 앞으로 쇄도하여, 프랑스군의 후위를 밀쳐냈다. 이 중요한 순간에 여러 명의 프랑스 장교가 부상을 입었고, 정신없이 후퇴하는 통에 리비에르의 시신이 전장에서 버려졌다. 그가 부상의 영향으로 죽지 않았다면, 흑기군이 정체를 확인하자마자 그를 살해했을 것이다.

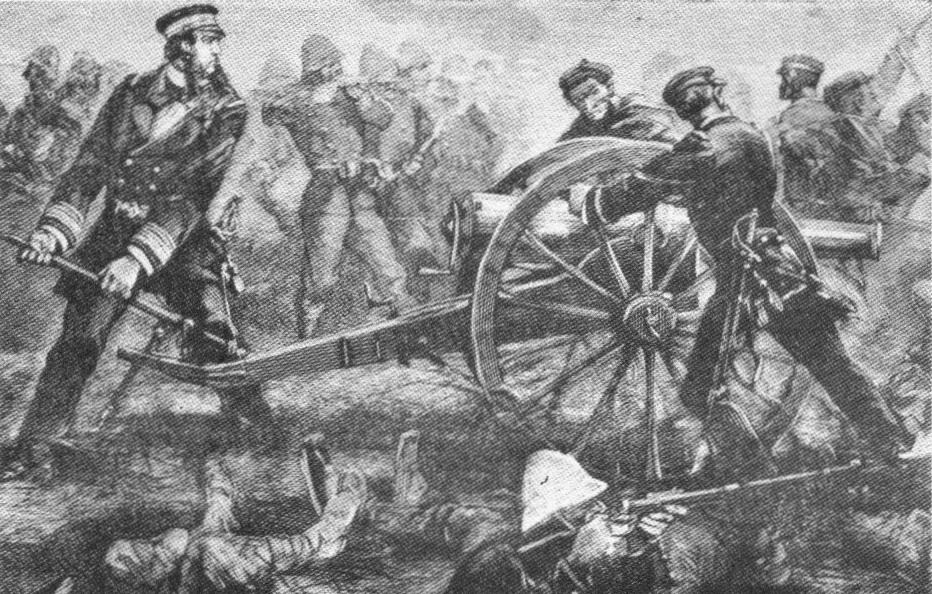
지교에서 진창에 빠진 대포를 끌여내려 하는 리비에르

지교 전투에서 프랑스군이 심각한 패배를 당했지만, 통킹에 프랑스 보호령을 확고히 수립하겠다는 쥘 페리 행정부의 결의는 강화되었다.
리비에르의 패사 소식은 5월 26일 파리에 도착했고, 프랑스 해군 장관 페혼(Peyron)은 ‘프랑스가 영광스러운 아들의 복수할 것’이라고 선언했다. 프랑스 의회는 즉시 강력한 원정대를 통킹으로 파견할 자금을 지원하기 위해 350만 프랑의 채권을 즉각 승인했다.
통킹에서 리비에르가 한 모험으로 몇 년이 지나 코친차이나를 넘어 인도차이나 전체로 프랑스의 통치가 확장되었다.

## 사후
프랑스군은 〈지교 전투〉에서 리비에르의 시체를 남겨두고 퇴각해야 했으며, 몇 달 동안 그의 죽음에 대한 정확한 상황을 확신하지 못했다. 어깨에 총을 맞고 리비에르가 쓰러졌고, 일어났다가 다시 쓰러졌다. 그의 드러누운 시체에 흑기군 군인들이 매듭을 둘렀다. 리비에르의 동료 장교 대부분이 자연스럽게 그가 총격을 당했거나, 칼에 찔려 죽었다고 생각했지만, 많은 베트남인들은 그가 흑기군에 의해 산 채로 포획되었다고 믿었다. 당시 전투에 참가했다는 베트남 군졸의 주장에 의하면, 전투가 끝난 직후에 리비에르가 유영복의 면전에 끌려갔고, 그 전투에서 프랑스군에 의해 친한 친구를 잃은 흑기군 지도자 중 한 명의 명령에 의해 참수되었다고 전한다. 그의 죽음에 대한 어떠한 주장도 확인된 바는 없었다.
전투가 있은 지 몇 주가 지난 뒤, 프랑스 군은 리비에르의 시신이 푸호아이에 있는 흑기군 요새 근처에 잔인하게 난도되어 매장되었다는 소문을 들었다. 1883년 9월 18일, 베트남 정보원으로부터 받은 정보를 바탕으로 프랑스는 해군 보병 2개 대대로 그 지역을 정찰했다. 리비에르의 찢어진 머리와 손은 칠기상자 속에 넣어져 매장되어 끼엔 마이 마을에서 발견되었다. 3주 후인 5월 19일에 해군 제복을 입은 난자된 유럽인의 시체가 리비에르가 쓰러졌던 지교 근처에서 발견되었다. 시체는 칼로 깊이 난자되어 있었으며, 머리와 손이 사라져 있었다. 해군 제복 소매는 계급 자국의 흔적을 없애기 위해 잘려 있었다. 리비에르를 잘 아는 몇몇 프랑스 해군 장교들은 그 시체가 실제로 그의 것임을 확인할 수 있었다. 이러한 상황은 리비에르가 지교의 전장에서 전투의 열기 속에서 사망했다는 점을 강력히 시사하고 있었다. 유영복은 프랑스 장교들의 목에 상당한 현상금을 걸었으며, 계급에 따라 등급을 매겼다. 따라서 흑기군이 부상당한 프랑스 지휘관을 살해한 후, 현상금을 타내기 위해 계급을 확인시키려 계급장이 있는 손목까지 잘라내고, 목을 벤 것처럼 보였다.
리비에르의 유해는 하노이로 운송되었고, 그곳에서 통킹의 프랑스 대성당 사도인 폴 프랑수아 푸지니에가 장례식을 치렀다. 10년 전 푸지니에는 상당히 비슷한 상황에서 전사한 프란시스 가르니에의 유해에 비슷한 의식을 수행했다. 이후 유해는 리비에르 가족의 요청에 따라 프랑스로 반환되었다. 그는 결국 파리에 있는 몽마르트 묘지에 매장되었다.

## 참고 문헌
- Bastard, G., Défense de Bazeilles, suivi de dix ans après au Tonkin (Paris, 1884)
- Duboc, E., Trente cinq mois de campagne en Chine, au Tonkin (Paris, 1899)
- Eastman, L., Throne and Mandarins: China's Search for a Policy during the Sino-French Controversy (Stanford, 1984)
- Lung Chang [龍章], Yueh-nan yu Chung-fa chan-cheng [越南與中法戰爭, Vietnam and the Sino-French War] (Taipei, 1993)
- Marolles, Vice-amiral de, La dernière campagne du Commandant Henri Rivière (Paris, 1932)
- Thomazi, Histoire militaire de l’Indochine française (Hanoi, 1931)
- Thomazi, A., La conquête de l'Indochine (Paris, 1934)